# Alexandru Sirițeanu
Nicolae Alexandru Sirițeanu (ur. 16 kwietnia 1984 w Jassach) – rumuński szablista, srebrny medalista olimpijski i trzykrotny medalista mistrzostw Europy.
Podczas igrzysk olimpijskich w Londynie w 2012 roku Rumuni w składzie: Tiberiu Dolniceanu, Rareș Dumitrescu, Alexandru Sirițeanu i Florin Zalomir zdobyli srebrny medal w zawodach drużynowych. W turnieju indywidualnym nie startował.
Trzykrotnie zdobywał drużynowo medale mistrzostw Europy, w tym srebrne na mistrzostwach Europy w Płowdiwie (2009) i mistrzostwach Europy w Legnano (2012) oraz brązowy podczas mistrzostw Europy w Zalaegerszeg (2005).